# Высочанка
Высочанка (укр. Височанка) — село в Галичской городской общине Ивано-Франковского района Ивано-Франковской области Украины.
Население по переписи 2001 года составляло 478 человек. Занимает площадь 3,6 км². Почтовый индекс — 77166. Телефонный код — 03431.